# Andrea Nienhuisen
Andrea Nienhuisen (* 1962 in Kleve) ist eine deutsche Journalistin.
Andrea Nienhuisen studierte Publizistik, Theater- und Kommunikationswissenschaft in München und Berlin.
Nach einer Ausbildung am Rundfunkbildungszentrum Dortmund war sie ab 1993 als freie Journalistin überwiegend für den Hörfunk tätig und wurde 1999 PR-Referentin im Presse-Haus Berlin.
Heute arbeitet Nienhuisen aktiv gegen Rechts – bei 'DEMOS', im Brandenburgischen Institut für Gemeinwesenberatung, MTB Trebbin.

## Auszeichnungen
- 1999: Civis Hörfunkpreis für: Zusammengeschlagen und vergessen – Opfer rassistischer Gewalt in Deutschland, in: Radio Multikulti, von Andrea Nienhuisen und Anselm Weidner

## Radioproduktionen
- "Reise von Duisburg bis Düffelwardt – die Lange Nacht vom Niederrhein"
- "Niederrhein und Niederrheiner: De gönne Kant"
- "Zusammengeschlagen und vergessen – Opfer rassistischer Gewalt in Deutschland"

| Personendaten    | Personendaten                                                 |
| ---------------- | ------------------------------------------------------------- |
| NAME             | Nienhuisen, Andrea                                            |
| KURZBESCHREIBUNG | deutsche Journalistin und PR-Referentin im Presse-Haus Berlin |
| GEBURTSDATUM     | 1962                                                          |
| GEBURTSORT       | Kleve                                                         |